# Mélangeur de Tayloe
Le mélangeur (ou détecteur) de Tayloe est utilisé dans la réception BLU (Bande latérale unique).
Le principe de base est un détecteur de quadrature. Il permet de sortir deux signaux (L'un en phase → I et l'autre en quadrature → Q).